# 고삼저수지
고삼저수지는 경기도 안성시 고삼면 월향리에 있는 저수지이다. 1956년에 착공하여 1963년에 준공되었다. 시설관리자는 한국농어촌공사이다.
고삼저수지는 몽환적이고 서정적인 신비감을 간직한 천혜의 장소로 김기덕 감독의 영화 《섬》의 주 무대로 푸른 물과 그 위에 떠있는 좌대의 풍경이 인상적이다. 영화 개봉후 관광코스로도 각광을 받고 있다. 천주교인들의 성지인 미리내성지가 인접해 있다. 저수지 위에 동그락섬, 비석섬, 팔자섬 등이 있다.

## 저수지 규모
- 유역면적 : 7,100ha
- 저수량 : 15,217천m3
- 관개면적 : 2,969.8ha

## 시설 제원
- 제방 : 흙댐 (필댐), 길이 209m, 높이 16.6m
- 물넘이 : 측수로식, 길이 171.8m, 높이 1.4m